# صابر دیده‌ور
صابر دیده‌ ور (زاده ۵ دی ۱۳۷۴ در دهدشت) بازیکن فوتبال ایرانی است که در باشگاه فوتبال سپاهان اصفهان در لیگ برتر بازی می‌کرد.و برای تیم ملی امید و جوانان فوتبال نیز بازی می‌کرد.

## سوابق باشگاهی
صبای قم
در تاریخ ۱۹ آذر ۱۳۹۵، صابر دیده‌ور نخستین دیدار رسمی خود در لیگ برتر را در مقابل صبای قم انجام داد.
سپاهان
 وی پیش از آن در جام حذفی هم برای سپاهان به میدان رفته بود.